# Saint-Léger-Vauban
Saint-Léger-Vauban – miejscowość i gmina we Francji, w regionie Burgundia-Franche-Comté, w departamencie Yonne. Nazwa miejscowości pochodzi od imienia św. Leodegara.
W 2013 roku gminę zamieszkiwało 447 osób. W 2020 ludność zmniejszyła się do 368 mieszkańców. Powierzchnia gminy wynosi 33,81 km² a gęstość zaludnienia – 12 osób/km².
Wioska nazywała się do 1867 roku Saint-Léger-de-Foucheret, kiedy dekret Napoleona III zmienił na aktualną, aby uczcić w ten sposób syna tej ziemi, marszałka Vauban.
We wsi znajduje się XV-wieczny kościół, w którym został ochrzczony Sébastien Le Prestre w 1633, przyszły marszałek Vauban. Budynek, który przypomina swoją formą wiejskie kościoły romańsko-gotyckie, został zbudowany na planie krzyża łacińskiego. Od X wieku istniał tu kościół, który został zniszczony, prawdopodobnie w czasie wojny domowej między Armaniakami i Burgundczykami (1407-1435). Wieś jest zanotowana w 1103 roku jako Sanctus Leogarius de Morvino. Kościół był więc, i obecny też, poświęcony świętemu Leodegarowi, biskupowi Autun, umęczonemu przez Ebroin'a, majordoma dynastii Merowingów. Notatka z archiwów diecezjalnych z Autun o jego istnieniu wspomina dziesięcinę, którą miał otrzymywać kapłan obsługujący go. Wtedy parafia należała do tejże diecezji.
Aktualny kościół został zbudowany po wojnie stuletniej. Budynek został odrestaurowany i przebudowany za czasów Napoleona III.
Sylwetkę kościoła zdobi pęd jego strzały, niczym „palec wskazujący w niebo”. Prosty portal zachodni, i dawne główne wejście, jest renesansowy. Kwadratowe filary mocno wspierają wieżę. Początek renesansu można odczytać w gotyckich sklepieniach chóru. Wewnątrz (wejście aktualne od południa) tył kościoła zdobią XVII-wieczne ławki z bazyliki Vézelay: przeznaczone były dla dygnitarzy zwróconych twarzą do ambony.
Artysta, Marc Hénard (1919-1992), zrealizował w latach 1970. drewniane skrzydła drzwi portalu od strony południowej i ceramiczny niebiesko-różowy wystrój prezbiterium, wraz z Serge'm Jamet'em. Otacza on główny ołtarz i składa się z planet, zwierząt i narzędzi, które krążą wokół trójkąta Trójcy Świętej. Kaplica po lewej stronie z XVII-go wieku jest poświęcona Notre Dame du-Bien-Mourir (Matce Bożej Dobrej Śmierci). Naprzeciwko zawieszono tablicę z wyznaniem wiary ojca Jean-Baptiste Muard'a i jego czterech towarzyszy. Ojciec Muard, którego posąg stoi na dziedzińcu plebanii obok, jest założycielem w 1850 roku benedyktyńskiego opactwa Sainte Marie de la Pierre-qui-Vire.
Centrum wioski stanowi plac (cf. zdjęcie), na którym wzniesiono w 1905 roku posąg (dzieło rzeźbiarza Anatole'a Guillot), syna tej ziemi, marszałka Vauban. W głębi po lewej stronie znajduje się już nie funkcjonująca waga do bydła. Jeszcze w latach 1970. sprzedawali tu hodowcy swoje, rasy charolaise głównie. Dziś pozostał jarmark, jedyny tego rodzaju w departamencie bo połączony z konkursem zwierząt, odbywający się w lutym. Każdego roku hodowcy bydła, ale również owiec, kóz i innych mają okazje pokazać owoce ich pracy. W 2020 odbyło się jego 54-te wydanie. Oprócz zwierząt pokazuje się tu też maszyny rolnicze i proponuje produkty rzemiosła lokalnego, w tym produkcję rodzaju kaszanki (boudin) bez kaszy.
Przy placu znajduje się muzeum Vauban'aprzeniesione z merostwa w 1996 roku do domu rzeźbiarza Marca Hénarda. Oprócz plansz przedstawiających osobę i dzieła bohatera w kontekście regionu i epoki, 20-minutowy film dopełnia wizytę, z opcją tłumaczenia na angielski i niemiecki.
W ramach gminy znajdują się osady: Anguillères – La Bécasse – Bois des chasses – Le Bon Rupt – Le Champ des alouettes – Champ renard – Corvignot – Les Garennes – La Maison des Champs – le Moulin Simonneau – La Pêcherie – Les Pêchasses – Réserve de Ruères – Ruères – Trinquelin – La Vente Pic Vert – Le Pré Pigeon – i klasztor benedyktyński Sainte Marie de la Pierre-qui-Vire (od kamienia stojącego w wiotkiej równowadze, chwiejącego się), położony przy potoku o tej samej nazwie co osada Trinquelin. Założony w drugiej połowie XIX w. przez ojca Muarda na obraz średniowiecznych opactw czyli w głębi lasu i przy strudze związany jest on z kongregacją Subiaco Monte Cassino (Congregatio Sublacensis Casinensis) i przyjmuje osoby poszukujące kontemplacji i spirytualności bez względu na poglądy i wiarę.
Klasztor jest również właścicielem farmy ekologicznej hodującej krowy rasy brune des Alpes, proponując swoje produkty (jogurty, sery i mleko świeżo dojone).
Do gminy należy częściowo jezioro zaporowe o powierzchni 150 ha na potoku Trinquelin, który zmienia swoją nazwę trzykrotnie (Couisin, Trinquelin, Cousin). Z akwenu Saint Agnan (tak nazwanego od wsi położonej gdzie jezioro się zaczyna) pochodzi woda pitna produkowana dla okolicznych gmin przez grupę Suez. Jest on otoczony lasami należącymi do gmin Saint Agan i Saint Léger Vauban i eksploatowanymi przez ONF dla drewna ogrzewczego i budowlanego (dęby i buki oraz daglezja zielona, sprowadzona tu w XIX wieku). Obszar wodny jest również miejscem idealnym dla wędkarzy i miłośników natury poszukujących spokoju i ciszy.
Gmina wchodzi w skład Regionalnego Parku Morvan.
Od 2021 odbywa się tu w lipcu  festiwal muzyki barokowej i klasycznej